# La Bretonnerie
 (mai 2017).
Si vous disposez d'ouvrages ou d'articles de référence ou si vous connaissez des sites web de qualité traitant du thème abordé ici, merci de compléter l'article en donnant les références utiles à sa vérifiabilité et en les liant à la section « Notes et références ».
La Bretonnerie (de ; Paris c. 1720 - c. 1795) est un agronome français.

## Biographie
Il est l'auteur notamment de l'École du jardin fruitier (1784) en 2 volumes, dont Mordant-Delaunay publia une édition en 1808.